# 费县“5·15”特大抢劫、强奸、故意杀人、盗窃案
费县“5.15”特大抢劫、强奸、故意杀人、盗窃案是指2013年5月15日发生于山东省临沂市费县党家庄村的一起恶性案件。当天晚上，新婚不久的霍建国、张青苓夫妇被入室盗窃的張學軍、王吉營、傅剛、赵文峰等四人折磨虐待并杀害。

## 案件经过
2013年5月14日，張學軍、王吉營、傅剛、赵文峰等四人来到费县踩点准备实施盗窃，看到受害者夫妇家有农村少有的监控设备，便认定这家相对富裕。他们首先将监控设备的电线割断，之后翻入受害者家实施盗窃。在盗窃期间发现新娘婚纱照漂亮，便心生了邪念。当天晚上七点左右，夫妻二人回家开门时，罪犯中一人迅速控制了女主人，另外三人也将男主人控制。罪犯从夫妇身上搜出3张银行卡，并逼问出密码，而后王吉营和赵峰两人去费县县城将卡中余额分6次取出，共计11000元。
2013年5月15日，霍建国的母親发现儿子和儿媳失踪，兒子家院里小狗被人砸死，於是報警。警方發現院里監控探頭的監控線被割斷，連接探頭的電腦主機被拿走，房間內有被翻動、打掃的痕迹，雙人床上發現有血跡，地上內衣有撕扯痕迹，院里西側河中有三個塑料袋，塑料袋中有失蹤兩人的衣服、銀行卡、結婚證書。警方繼續搜索，在房間南側室外發現血跡，地毯式排查最終在南側山洞内发现两人尸体。警方經過走訪調查，發現從5月14日下午起有四個青年長時間逗留在死者家附近。5月15日下午，警方通過分析受害人銀行卡提款記錄，從銀行監控錄像鎖定一個嫌疑人。
2013年5月16日，专案民警确定傅剛等四人有重大作案嫌疑。
2013年5月17日，专案民警通過視頻監控發現四名嫌疑人蹤影，5月17日下午将四名犯罪嫌疑人全部抓获，后張學軍、王吉營、傅剛三人被临沂市中级人民法院判处死刑，赵文峰（未成年）被判处无期徒刑。
2016年6月22日，張學軍、王吉營、傅剛被执行死刑。

## 相关争议
案件在CCTV-12“天网”栏目以《消失的夫妻》为标题播出。案件中，赵文峰因为未成年而被判处无期徒刑，引起了网友对相关法律条文的争议。